# ماریا پوپووا
ماریا پوپووا (به انگلیسی: Maria Popova) نویسنده و منتقد فرهنگی و ادبی بلغارتبار اهل ایالات متحده آمریکا است.